# Trận Nineveh (612 TCN)
Trận Nineveh là một trận đánh diễn ra vào khoảng năm 612 TCN. Trong trận đánh này, quân nổi dậy người Media và người Babylon đã phả hủy Nineveh, một trong những thành phố vĩ đại nhất thời bấy giờ. Sự sụp đổ của thành phố rộng 7,5 km2 này cũng làm cho  Đế quốc Tân Assyria, nhà nước thống trị Cận Đông cổ đại lúc đó suy yếu trầm trọng và sụp đổ vào năm 609 TCN. Các tài liệu khảo cổ học cho thấy dân số của kinh đô Đế chế Assyria hùng mạnh một thời đã giảm mạnh và thành phố dần trở nên suy sụp sau trận chiến. Sự sụp đổ của thành phố này cũng tạo nên nhiều giai thoại như câu chuyện về vua Sardanapalus.
Sau trận đánh, Babylon trở thành cường quốc ở khu vực Lưỡng Hà lần đầu tiên kể từ thời vua Hammurabi.